# Jutrzenka (Pommeren)
Jutrzenka (Duits: Morgenstern) is een plaats in het Poolse district  Bytowski, woiwodschap Pommeren. De plaats maakt deel uit van de gemeente Borzytuchom en telt 220 inwoners.